# كاثلين فينويك
كاثلين فينويك هي أمينة متحف كندية، ولدت في 17 يونيو 1901 في لندن في المملكة المتحدة، وتوفيت في 28 سبتمبر 1973.